# Miguel Ángel Oca
Miguel Ángel Oca Gaia (ur. 15 kwietnia 1970) – hiszpański piłkarz wodny. Dwukrotny medalista olimpijski.
Mierzący 187 cm wzrostu zawodnik brał udział w igrzyskach z rzędu (IO 92, IO 96), na obu zdobywając medale: srebro w 1992 i złoto cztery lata później. Był medalistą mistrzostw świata: złotym w 1998 i srebrnym w 1994. W kadrze rozegrał 269 spotkań. Po zakończeniu kariery sportowej został szkoleniowcem.